# Эрман, Леонид Иосифович
Леонид Иосифович Эрман (12 октября 1926, Москва, РСФСР, СССР — 7 января 2023, Москва, Россия) — советский и российский театральный деятель, один из основателей театра «Современник» совместно с О. Н. Ефремовым, бывший директор данного театра и «Московского Художественного театра имени А. П. Чехова». Заслуженный работник культуры РСФСР (1971), заслуженный деятель искусств РСФСР (1986).

## Биография
Родился 12 октября 1926 года в Москве.
С 1945 года по 1951 год. Л. И. Эрман служил в рядах Советской армии, где участвовал в самодеятельности, занимаясь постановкой и оформлением спектаклей. По окончании службы в 1952 году поступил на Постановочный факультет Школы-студии (ВУЗ) им. В. И. Немировича-Данченко при МХАТ СССР им. М. Горького, который окончил в 1956 году.
В 1956 году совместно с Олегом Николаевичем Ефремовым и единомышленниками участвовал в создании нового театра «Современник», у истоков которого стоял Л. И. Эрман, проявив организаторский и административный талант.
С 1958 года работал заведующим художественно-постановочной частью Театра «Современник», позже — его директором-распорядителем.
В 1976 году перешёл в Художественный театр — строить ефремовский МХАТ. На годы его работы выпали масштабная реконструкция здания МХАТ в Камергерском переулке и разделение труппы театра. 
Одновременно, с 1960 года в течение более двадцати лет, преподавал «Экономику театра» в Школе-Студии (ВУЗ) при МХАТ СССР им. М. Горького (с 1989 года при МХАТ им. А. П. Чехова). Многие ученики Эрмана стали известными театральными деятелями, руководителями театров.
В 1989 году по просьбе Галины Волчек Эрман вернулся в «Современник», где прослужил ещё четверть века.
С 2012 года по 2018 год Леонид Эрман по приглашению Олега Павловича Табакова работал помощником художественного руководителя МХТ имени А. П. Чехова, закончив трудовую деятельность в возрасте 92-х лет.
Скончался 7 января 2023 года на 96 году жизни в Москве. Прощание с Л. И. Эрманом было на главной сцене театра «Современник» 10 января 2023 года. Урна с прахом захоронена в могиле его матери и родителей матери, на Востряковском кладбище (центральном), участок № 49.

### Личная жизнь
- Был в браке с актрисой «Современника», народной артисткой РСФСР Людмилой Ивановой (с 1955 года по 1963 год). Их дружба продолжалась около 60 лет.

#### Родственники
- Отец — Иосиф Гилелевич Эрман (1893—1971) уроженец Юзовки (ныне — Донецк). Работал экономистом в Главном управлении шоссейных дорог СССР. В 1937 году был репрессирован. В 1964 году реабилитирован.
- Мать — Рашель Израилевна Эрман (по рождению Гиршович), г. Добеле, Латвия (1895—1979 годы). По образованию — художник-керамист. Работала художником-технологом в Московском керамико-плиточном заводе им. Булганина. Принимала участие в оформлении станций Московского метро (станция «Таганская»).

## Звания и награды
- Заслуженный работник культуры РСФСР
- Заслуженный деятель искусств РСФСР
- Орден «Знак Почёта» (1986)
- Медаль «Ветеран труда» (1986)
- Юбилейная медаль «50 лет Победы в Великой Отечественной войне 1941—1945 гг.» (1995)
- Медаль «В память 850-летия Москвы» (1997)
- Знак «За достижения в культуре» (2001)
- Орден Дружбы" (2006)